# Every Nerve Alive
Every Nerve Alive – drugi studyjny album japońskiego zespołu thrashmetalowego Ritual Carnage. Płyta została wydana 13 marca 2000 roku przez wytwórnię Osmose Productions. Całość zarejestrowanej na krążku muzyki trwa 43 minut i 26 sekund. Na albumie znajduje się 11 utworów. Twórcą okładki jest Wes Benscoter, amerykański artysta specjalizujący się w tworzeniu okładek zespołów heavymetalowych, a także książek i magazynów.

## Lista utworów
1. „Awaiting the Kill” – 6:50
2. „8th Great Hell” – 2:27
3. „Death, Judgement, Fate” – 3:35
4. „Burning Red, Burn 'Til Death” – 3:18
5. „End of an Ace” – 3:39
6. „World Wide War” – 3:30
7. „Scars of Battle” – 3:37
8. „Every Nerve Alive” – 3:10
9. „The Wrath” – 3:48
10. „Escape from the Light” – 5:43
11. „Far East Aggressors” – 3:56

## Twórcy
- Nasty Danny – śpiew, gitara basowa
- Eddie van Koide – gitara
- Katsuyuki Nakabayashi – gitara
- Naoya Hamaii – perkusja
- Wes Benscoter – projekt okładki